# Praskovia Lupolova
Praskovia Lupolova (Prascovie Lopouloff chez de Maistre, Прасковья Григорьевна Луполова en russe) (1784-1809) était une femme originaire d'Ichim en Sibérie qui, en 1803, à 19 ans, partit seule à pied pour Saint-Pétersbourg  afin de demander la grâce de son père à l'empereur Alexandre Ier. Le voyage dura une année.

## Postérité
Son aventure a été romancée par Sophie Cottin dans Élisabeth ou les Exilés de Sibérie (1806). En 1825 Xavier de Maistre en a publié une version plus documentaire : La Jeune Sibérienne.